# Ловинська сільська рада
Лови́нська сільська́ ра́да — адміністративно-територіальна одиниця та орган місцевого самоврядування в Ріпкинському районі Чернігівської області. Адміністративний центр — село Ловинь.

## Загальні відомості
Ловинська сільська рада утворена у 1976 році.
- Територія ради: 75,55 км²
- Населення ради: 462 особи (станом на 2001 рік)

## Населені пункти
Сільській раді підпорядковані населені пункти:
- с. Ловинь

## Склад ради
Рада складалася з 14 депутатів та голови.
- Голова ради: Примаченко Леонід Віталійович
- Секретар ради: Ключник Алла Федорівна

### Керівний склад попередніх скликань
| Прізвище, ім'я, по батькові   | Основні відомості                                                                                   | Дата обрання | Дата звільнення |
| ----------------------------- | --------------------------------------------------------------------------------------------------- | ------------ | --------------- |
| Примаченко Леонід Віталійович | Сільський голова, 1966 року народження, освіта вища, член Партії промисловців і підприємців України | 26.03.2006   | 31.10.2010      |
| Примаченко Леонід Віталійович | Сільський голова, 1966 року народження, освіта вища                                                 | 31.10.2010   |                 |

Примітка: таблиця складена за даними сайту Верховної Ради України

### Депутати
За результатами місцевих виборів 2010 року депутатами ради стали:

#### За суб'єктами висування
| Суб'єкт висування                                       | Кількість обраних депутатів | %    |
| ------------------------------------------------------- | --------------------------- | ---- |
| Партія регіонів                                         | 7                           | 50   |
| Політична партія Всеукраїнське об'єднання «Батьківщина» | 3                           | 21,4 |
| Народна партія                                          | 2                           | 14,3 |
| Політична партія «Сильна Україна»                       | 2                           | 14,3 |

#### За округами
| № округу                                                | Прізвище, ім'я, по батькові        | Дата визнання обраним | Освіта  | Партійна приналежність                        | Відомості про обраного депутата                             |
| ------------------------------------------------------- | ---------------------------------- | --------------------- | ------- | --------------------------------------------- | ----------------------------------------------------------- |
| Народна Партія                                          |                                    |                       |         |                                               |                                                             |
| 3                                                       | Синельник Сергій Анатолійович      | 01.11.2010            | середня | член Народної партії                          | Бобровицький молокозавод, водій                             |
| 12                                                      | Пришупа Станіслав Юхимович         | 01.11.2010            | середня | член Народної партії                          | приватний підприємець                                       |
| Партія регіонів                                         |                                    |                       |         |                                               |                                                             |
| 1                                                       | Шевцов Василь Леонідович           | 01.11.2010            | середня | член Партії регіонів                          | Добрянське лісове господарство, майстер лісу                |
| 2                                                       | Зацнова Ірина Сергіївна            | 01.11.2010            | середня | член Партії регіонів                          | тимчасово не працює                                         |
| 5                                                       | Шевцова Наталія Федорівна          | 01.11.2010            | середня | член Партії регіонів                          | тимчасово не працює                                         |
| 7                                                       | Примаченко Оксана Василівна        | 01.11.2010            | середня | член Партії регіонів                          | фельдшерсько-акушерський пункт с. Ловинь, молодша медсестра |
| 8                                                       | Желдак Микола Миколайович          | 01.11.2010            | середня | член Партії регіонів                          | Добрянське лісове господарство, майстер лісу                |
| 10                                                      | Ручко Володимир Іванович           | 01.11.2010            | середня | член Партії регіонів                          | тимчасово не працює                                         |
| 13                                                      | Бережний Сергій Володимирович      | 01.11.2010            | середня | член Партії регіонів                          | тимчасово не працює                                         |
| Політична партія Всеукраїнське об'єднання «Батьківщина» |                                    |                       |         |                                               |                                                             |
| 4                                                       | Примаченко Володимир Володимирович | 01.11.2010            | середня | позапартійний                                 | Добрянське лісове господарство, майстер лісу                |
| 11                                                      | Пришупа Тетяна Миколаївна          | 01.11.2010            | вища    | член Всеукраїнського об'єднання «Батьківщина» | фельдшерсько-акушерський пункт с. Ловинь, завідувачка       |
| 14                                                      | Мойсієнко Андрій Миколайович       | 01.11.2010            | середня | позапартійний                                 | Добрянське лісове господарство, майстер лісу                |
| Політична партія «Сильна Україна»                       |                                    |                       |         |                                               |                                                             |
| 6                                                       | Шевцов Олександр Борисович         | 01.11.2010            | середня | член Політичної партії «Сильна Україна»       | Добрянське лісове господарство, майстер лісу                |
| 9                                                       | Ключник Алла Федорівна             | 01.11.2010            | вища    | член Політичної партії «Сильна Україна»       | Ловинська сільська рада, секретар                           |